# Halmstad (album)
Halmstad (sottotitolato Halmstad (Niklas angående Niklas)) è il quinto album del gruppo black metal svedese Shining, pubblicato nel 2005. Il titolo dell'album è anche il nome della città natale di Niklas Kvarforth.

## Tracce
1. Ytterligare ett steg närmare total jävla utfrysning – 6:22
2. Längtar bort från mitt hjärta – 8:29
3. Låt oss ta allt från varandra – 6:05
4. Besvikelsens dystra monotoni – 10:05
5. Åttiosextusenfyrahundra – 2:43
6. Neka morgondagen – 8:49

## Formazione
- Niklas Kvarforth - voce
- Johan Hallander - basso
- Fredric Gråby  - chitarra
- Peter Huss - chitarra
- Ludwig Witt - batteria